# Jean-Baptiste Landé
Jean-Baptiste Landé (Francia, 4 maggio 1697 – St. Petersburg, 26 febbraio 1748) è stato un ballerino e maestro di balletto francese, attivo in Svezia, Danimarca e Russia. È il fondatore del Balletto Russo Mariinsky Ballet.

## Svezia
Landé lavorava presso la corte reale polacca di Dresda quando fu assunto dal re Federico I di Svezia nel 1721. Fu nominato maestro di ballo della corte svedese e, nel 1723 divenne direttore dell'Opera-Teatro francese di Bollhuset a Stoccolma, che chiamò L'Académie Royale de musique et de danse. Nel 1726 fu maestro ospite del primo teatro in Danimarca, il teatro Lille Grönnegade (1722-1728), dove si esibì con la moglie.

## Danimarca
Lasciò la Svezia nel 1728, dopo uno scontro con l'attore Charles Langlois, che si intromise nelle sue prerogative teatrali organizzando le proprie commedie al Bollhuset. Andò in Danimarca, dove l'unico teatro precedente era stato chiuso nel 1728 e cercò di fondare un proprio teatro, ma il teatro fu bandito in Danimarca nel 1730-1746 e si guadagnò da vivere come insegnante di danza.

## Russia
Nel 1734 fu invitato in Russia, dove fu nominato maestro di danza presso l'accademia militare. Dopo uno spettacolo di balletto per l'imperatrice Anna nel 1735, fu istituita la Scuola di balletto russa nel 1738 con Landé come maestro di balletto. Educò i primi ballerini in Russia, che furono presi dal personale del palazzo reale: Timofei Bublikov, Nikolai Choglokov, Afanasy Toporkov, Ivan Shatilov, Nikolai Tolubeyev, Sergei Chalyshkin, Andrei Samarin e Andrei Nesterov e tra le donne Yelizaveta, Avdotia Timofeyeva e Axiniaya Sergeyeva.
Landé fu l'insegnante di danza di Caterina la Grande dopo il suo arrivo in Russia nel 1744.